# Concordato de Guatemala de 1884
El Concordato de Guatemala de 1884 es un tratado internacional entre el presidente de la República de Guatemala - general Justo Rufino Barrios- y la Santa Sede, el cual fue suscrito en 1884 pero no fue ratificado por el presidente Barrios pues este murió en la Batalla de Chalchuapa en 1885. Por medio de este concordato, Guatemala retiraba a la Iglesia Católica su condición de religión favorecida en ese país centroamericano; sin embargo, tras la muerte de Barrios, el gobierno guatemalteco nunca ratificó el tratado.

## Historia
Tras el derrocamiento del partido conservador en 1871, el Concordado de 1852 quedó en suspenso, y el Estado ya no protegió los intereses de la Iglesia Católica; antes bien, expulsó a varias órdenes regulares, empezando por los jesuitas en 1871 y siguiendo con otras en los años posteriores.
Para 1881, las relaciones entre el presidente Justo Rufino Barrios y los representantes de la Iglesia Católica habían mejorado considerablemente, y el presidente Barrios envió a su amigo personal -y antiguo sacerdote- Ángel María Arroyo como ministro plenipotenciario ante la Santa Sede para trabajar en un nuevo concordato. El documento estuvo listo el 2 de julio de 1884, pero no fue discutido en la Asamblea de 1885 porque no alcanzó a ser incluido en la agenda legislativa; sin embargo, el presidente Barrios murió en Chalchuapa ese año y su sucesor, el general Manuel Lisandro Barillas Bercián ya no ratificó el tratado..